# Albert Eckhout
Albert Eckhout (c.1610-1665) fue un pintor de retratos y bodegones holandés. Fue uno de los primeros artistas europeos en pintar escenas del Nuevo Mundo. Llegó a Brasil en el séquito del gobernador general de la Nueva Holanda, Juan Mauricio de Nassau, príncipe de Nassau-Siegen, quien lo llevó a él y a su compañero, el pintor Frans Post al Brasil para que registraran el paisaje, los habitantes, la flora y la fauna del país. Eckhout también es famoso por sus pinturas de bodegones de frutas y verduras brasileñas. Sus pinturas estaban destinadas a la decoración en un contexto doméstico. Fue hijo de Albert Eckhourt y Marryen Roeleffs. Nació en Groningen, pero se desconoce su formación como artista y su carrera inicial. La mayoría de las obras atribuidas a él no están firmadas.  

## Obras

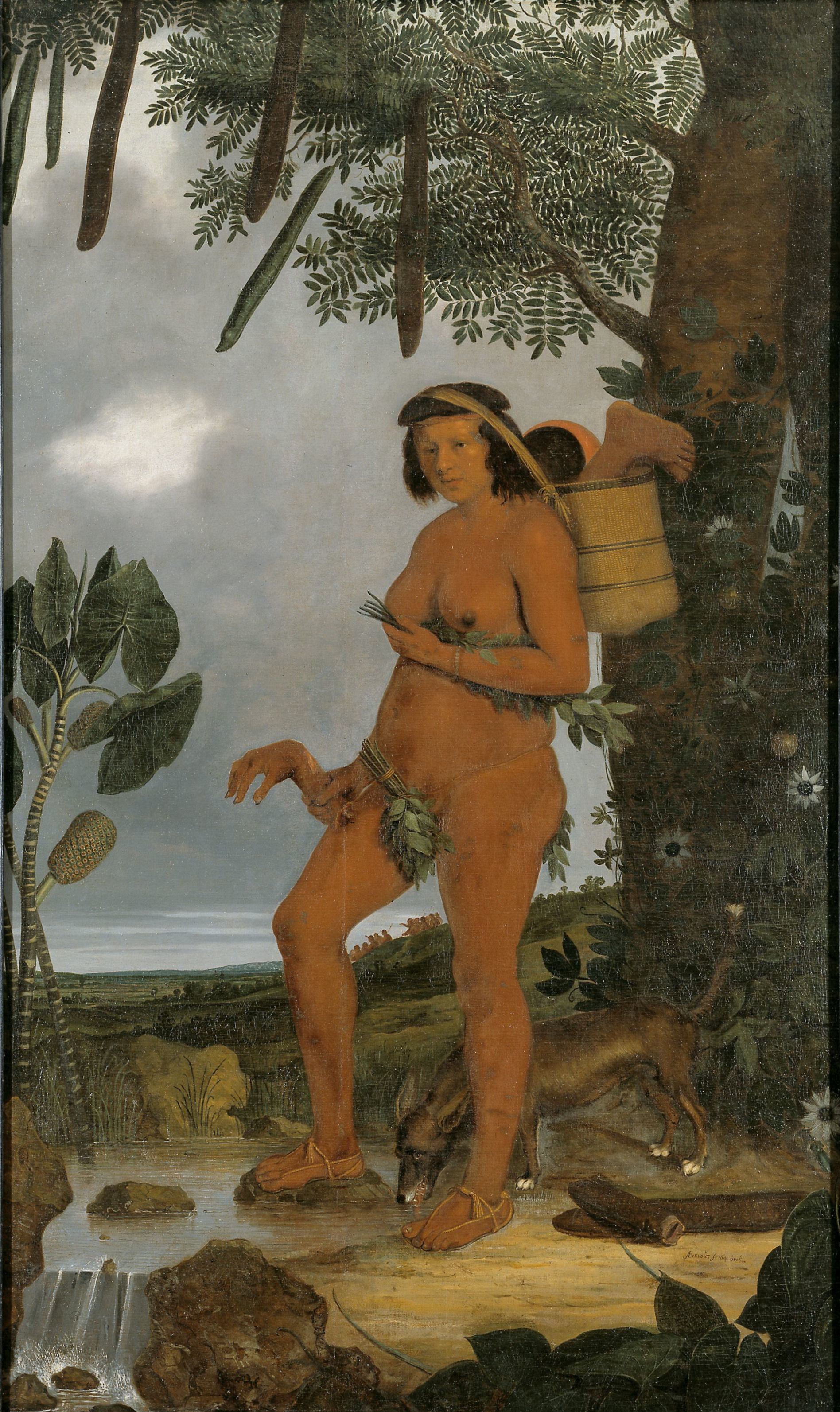
Mujer caníbal tapuya con una mano humana en la mano y el pie en su cesta, de pie debajo de un árbol que probablemente sea Cassia grandis, 1641.

Eckhout se centró en las personas, plantas y animales de la región al llegar al Brasil holandés. Pintó ocho representaciones etnográficas de tamaño natural de los habitantes de Brasil, doce bodegones y una gran pieza de danza de los pueblos indígenas. Estas obras etnográficas, realizadas entre 1641 y 1643 para Juan Mauricio de Nassau, fueron posteriormente entregadas su primo, el rey Federico III de Dinamarca, y permanecen en Copenhague hasta el día de hoy. Se dice que su trabajo son las primeras imágenes realistas de las tribus Tupi y Tapuya. Alexander von Humboldt vio las pinturas en 1827, al igual que el emperador brasileño Dom Pedro II en 1876, quienes elogiaron las obras.

### Tapuyas
Al pintar a los tapuyas su objetivo era mostrar lo exótico del lugar mostrando varias plantas en el fondo, así como animales y reptiles indígenas en primer plano. Una de sus obras etnográficas es una mujer tapuya, que sostiene una mano humana y tiene una pierna humana en su cesta, reflejando el estereotipo europeo de que los indígenas practicaban el canibalismo. La imagen de Eckhout de la mujer Tapuya se hace eco de otra de sus pinturas, The Tapuya Dance, que representa una danza realizada por ocho indios Tapuya con su característico peinado de hongo, garrotes y lanzas, que muestra la preparación para una confrontación con un enemigo. Estas imágenes estaban de acuerdo con la imagen mental estereotipada que los europeos tenían de los brasileños indígenas.

### Africanos

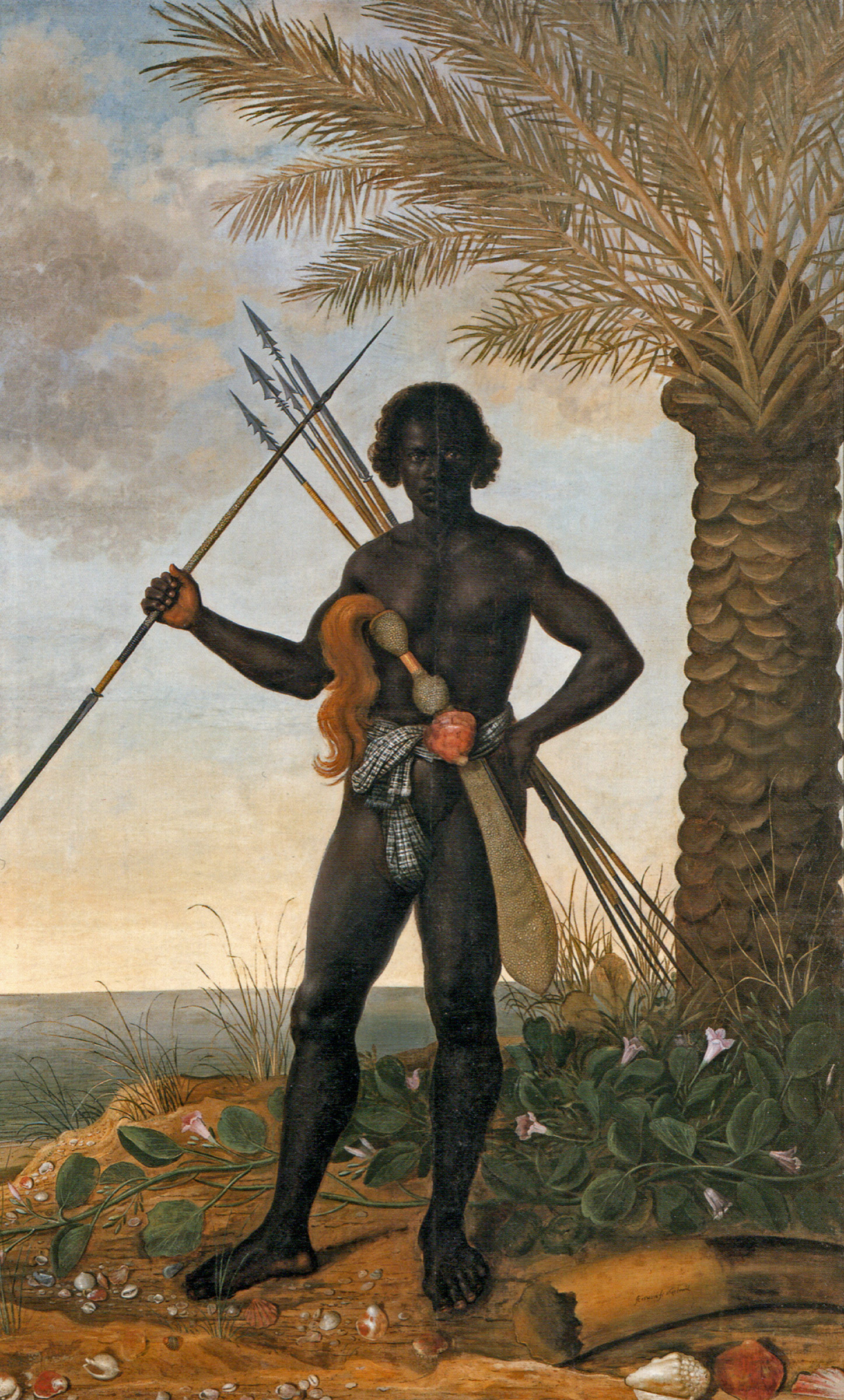
Albert Eckhout, hombre africano

Las pinturas de Eckhout del hombre y la mujer africanos están relacionadas con el área de África donde los holandeses tenían la mayor cantidad de contactos comerciales durante el siglo XVII: Guinea y Angola. Durante este tiempo, las tropas de la Compañía Neerlandesa de las Indias Occidentales habían establecido fuertes en estas dos áreas de la costa de África Occidental ya que necesitaban una fuente confiable de africanos negros para la mano de obra esclava en sus plantaciones azucareras brasileñas.
Su pintura de la mujer africana representa a una mujer de pie contra la costa con palmeras y un árbol de papaya. Los amerindios se representan pescando a lo largo de la costa, y los barcos se muestran en el horizonte. En la imagen, la mujer usa un sombrero con plumas de pavo real y una pequeña pipa de arcilla blanca que está metida en la faja de su cintura. El niño desnudo de su lado es probablemente su hijo, aunque el tono de la piel del niño es varios tonos más claro que el color de la piel de la mujer. Las cuerdas dobles de perlas blancas y las cuentas de coral rojo que se curvan alrededor de su cuello no cubren sus senos. El énfasis de esta imagen en la sexualidad, la fecundidad y la prosperidad se ve reforzado por su cesta tipo cornucopia, que rebosa de frutas tropicales.
Al mirar la imagen de Eckhout del hombre africano, la fuerza y la virilidad del hombre se destacan por su apariencia muscular y la forma fálica de la palmera a su izquierda.  El hombre sostiene una espada ceremonial que está decorada con una gran concha rosa. En la parte inferior de sus pies hay conchas colocadas con el colmillo de un elefante en el suelo, que se curva del plano de la imagen a la derecha. La única prenda de vestir de este hombre, similar a la imagen de la mujer africana, es una pieza de tela a rayas azules y blancas que le envuelve la cintura.

### Mulatos / Mulacken

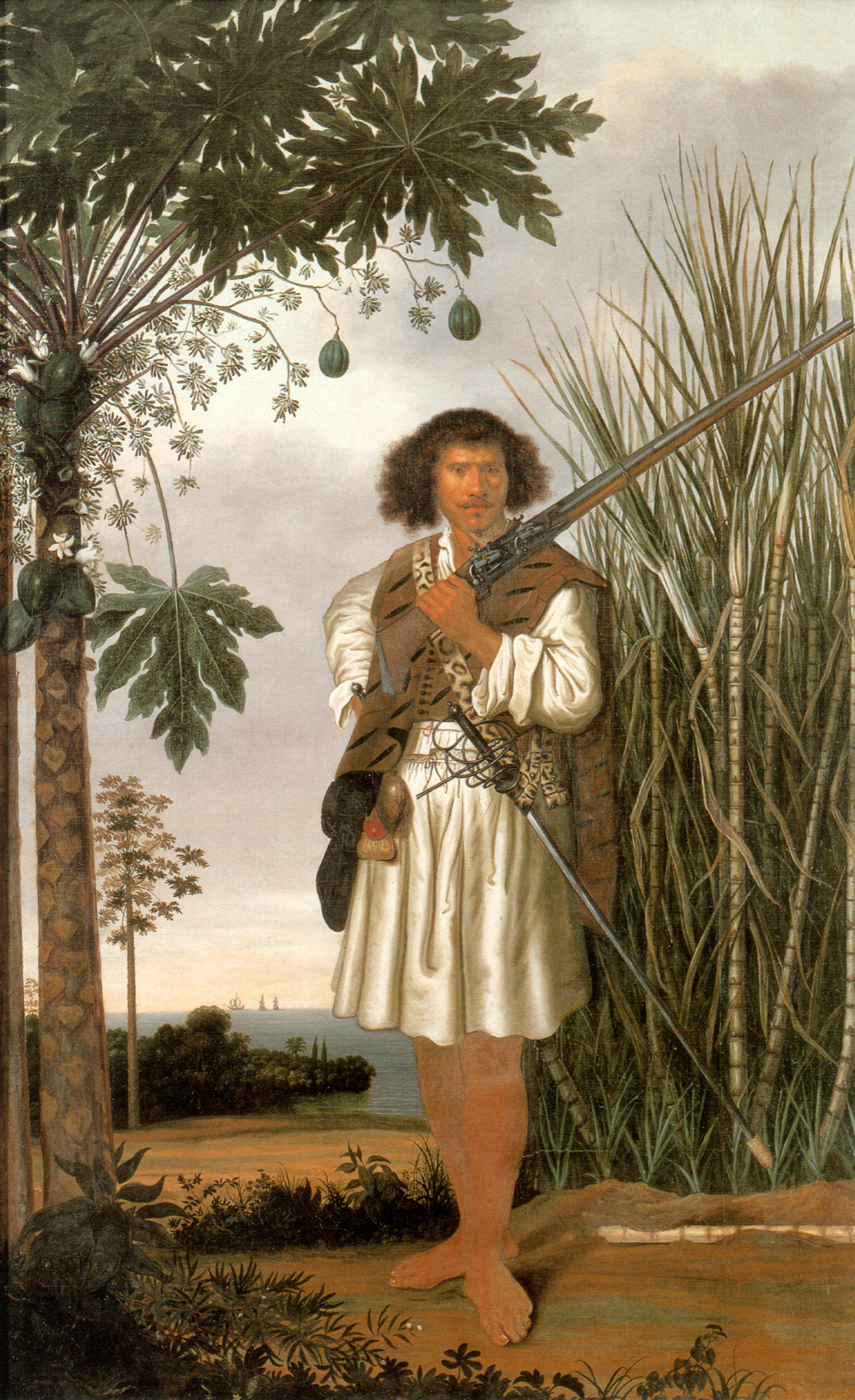
Hombre mulato

En el siglo XVI, el término mulato , también conocido como mulacken, se usaba en Portugal, España y sus posesiones coloniales para clasificar a varias personas, a menudo esclavas y de origen racial mixto, en función del color de su piel.
En la imagen de Eckhout del hombre mulato, puedes ver al hombre llevando armas mientras está de pie en una pose de tres cuartos frente al espectador. Eckhout colocó al hombre en un entorno costero contra un cielo gris nublado con tres barcos europeos que son visibles en el horizonte. El hombre se para en el suelo arenoso, enmarcado por un alto campo de caña de azúcar a la derecha y un gran árbol de papaya a la izquierda. Su piel es de un color marrón claro, mucho más claro que en las representaciones de indígenas y africanos. Su cabello encrespado y marrón oscuro crece fuera de su cabeza con sus ojos marrones claros mirando al espectador de manera segura.

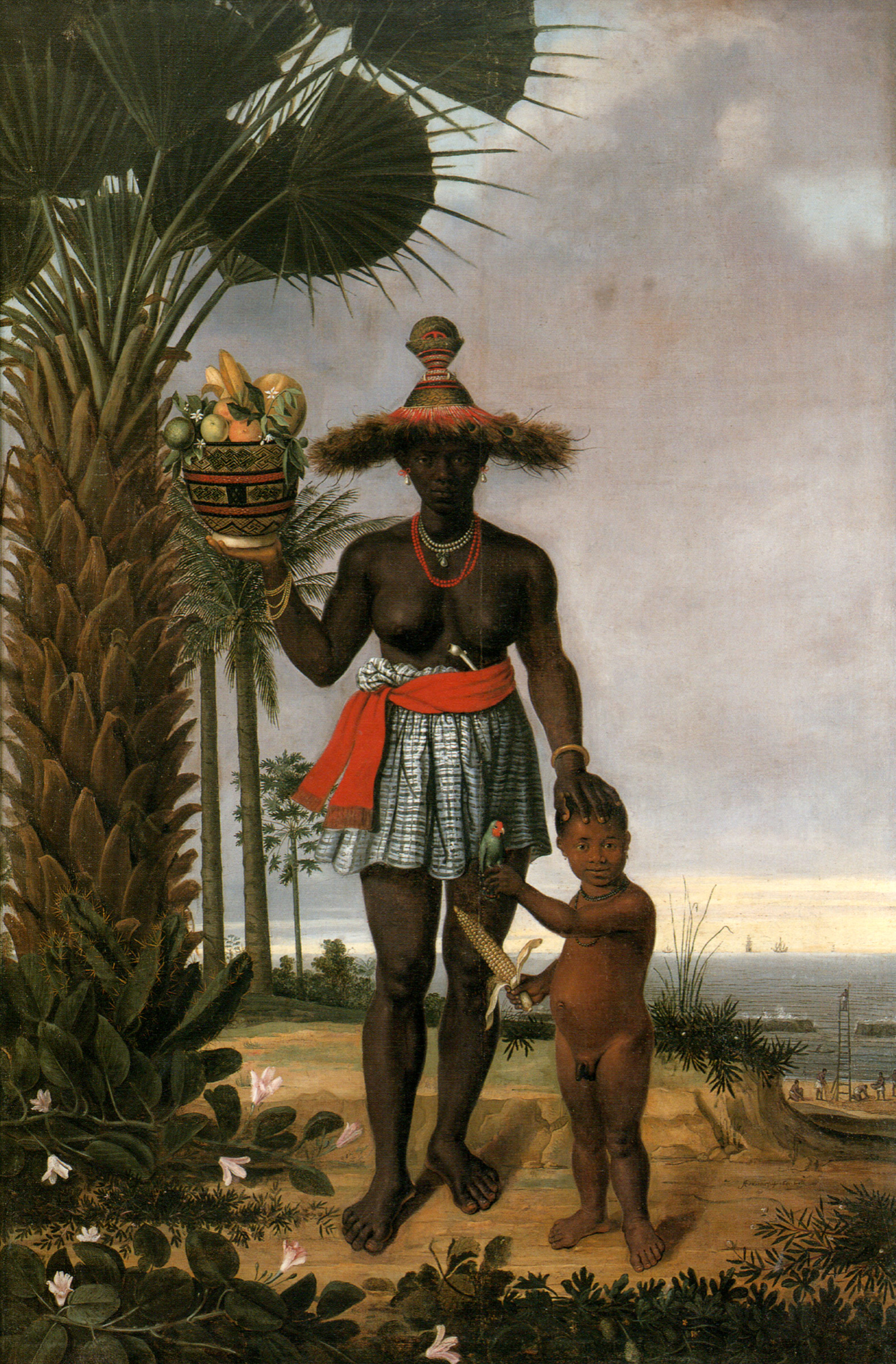
Mujer negra con niño

### Mameluca

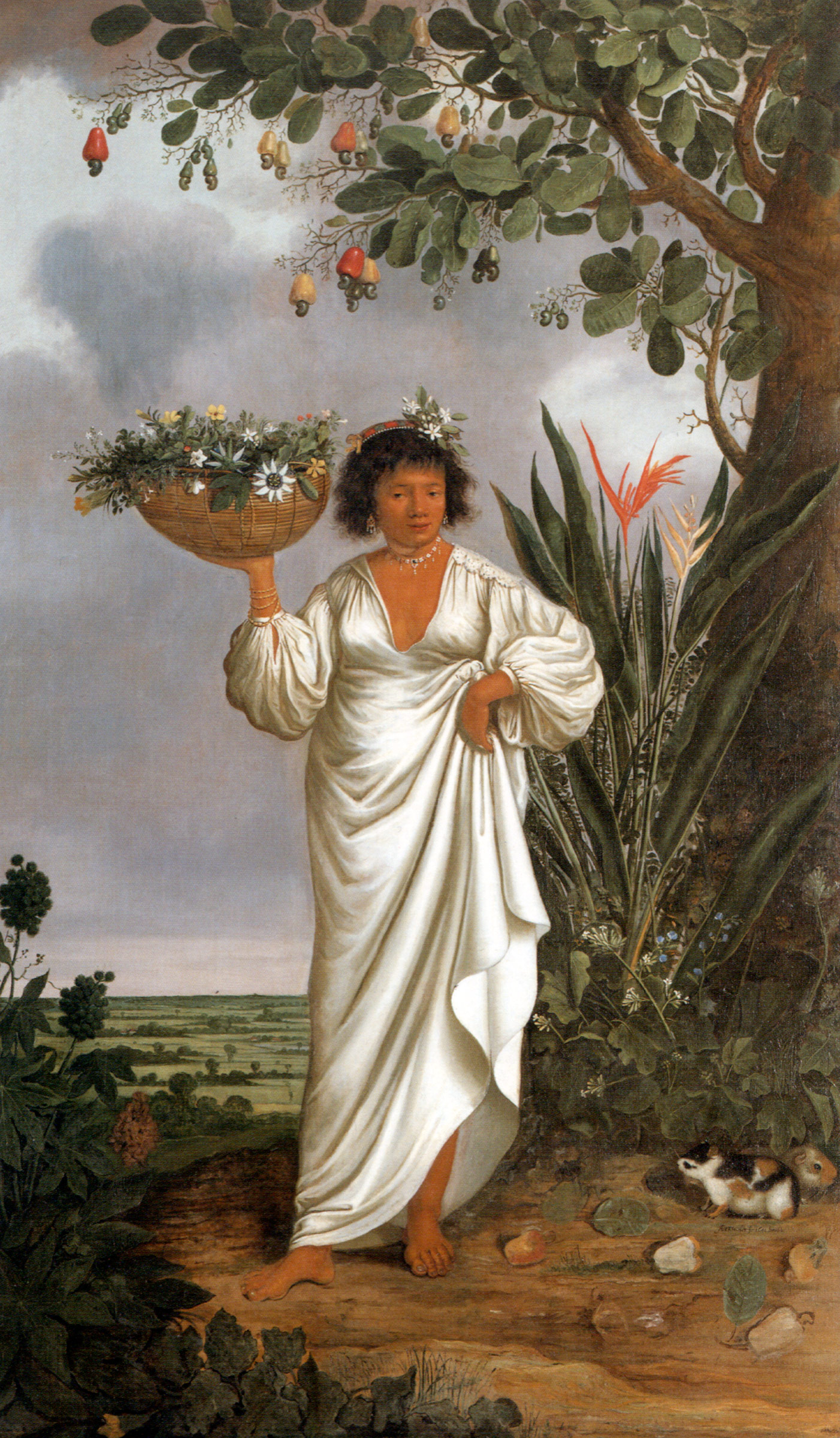
Mujer mameluca bajo un anacardo fructífero (1641-44)

El término mameluco es uno que se usa muy poco en Brasil, pero como el mulato, el mameluco se remonta a las fuentes portuguesas en el siglo XVI, después de su establecimiento de un puesto de avanzada colonial en Brasil. La primera representación de un mameluco está en la edición litografiada por Bry de la descripción de Brasil de Hans Staden.
En la pintura de Eckhout de la mujer mameluca, presenta a una mujer mitad amerindia y mitad europea sosteniendo una canasta. La representación de Eckhout muestra a una mujer con un vestido blanco que fluye balanceando una canasta de flores en una mano. Su otra mano está levantando su vestido para revelar una pequeña porción de su pierna. Esta pintura tiene muchos aspectos que eran características de otras pinturas de Eckhout de su tiempo en Brasil. En los pies están dos cobayos, además, las flores que lleva y la vida vegetal a su alrededor eran la forma en que Eckhout representaba la fertilidad de Brasil, llamando la atención sobre la producción exitosa de cultivos allí.
En la pintura, la mujer esta erguida con una mirada directa y una expresión juguetona mientras mira a los ojos del espectador. Los labios están ligeramente hacia arriba en los extremos, asumiendo que pronto se convertirá en una sonrisa más completa y acogedora. Ella está adornada con collar y aretes a juego. Las joyas se complementan con su pequeño sombrero verde, que está decorado con perlas y una ramita de flores de naranjo. Su vestido blanco, simple pero un poco arrugado, es un compañero maravilloso para esta gala, sus hombros están adornados de charreteras de bordado. Esta imagen de la mameluca representa a la fertilidad de la colonia e incluso al muy intoxicante vino de marañón que cada año elabora el grupo étnico tupinambá.

## Exposición
En 2002, a través de una importante campaña de restauración, todas las pinturas conocidas de Eckhout pudieron viajar a Brasil. Esa fue la  primera vez desde 1640 que estuvieron en Brasil. El título de la exposición fue Albert Eckhourt volta ao Brasil 1644-2002 ( Albert Eckhout vuelve a Brasil). El espectáculo se presentó en el Instituto Ricardo Brennand en Recife, un edificio que se había erigido recientemente en la ciudad donde vivía Juan Mauricio durante el apogeo de su carrera. Ocho de los bodegones de esta exposición estaban destinados a ser vistos desde un punto de vista bajo y destinados a ser colgados por encima de los hombres y las mujeres.

## Galería

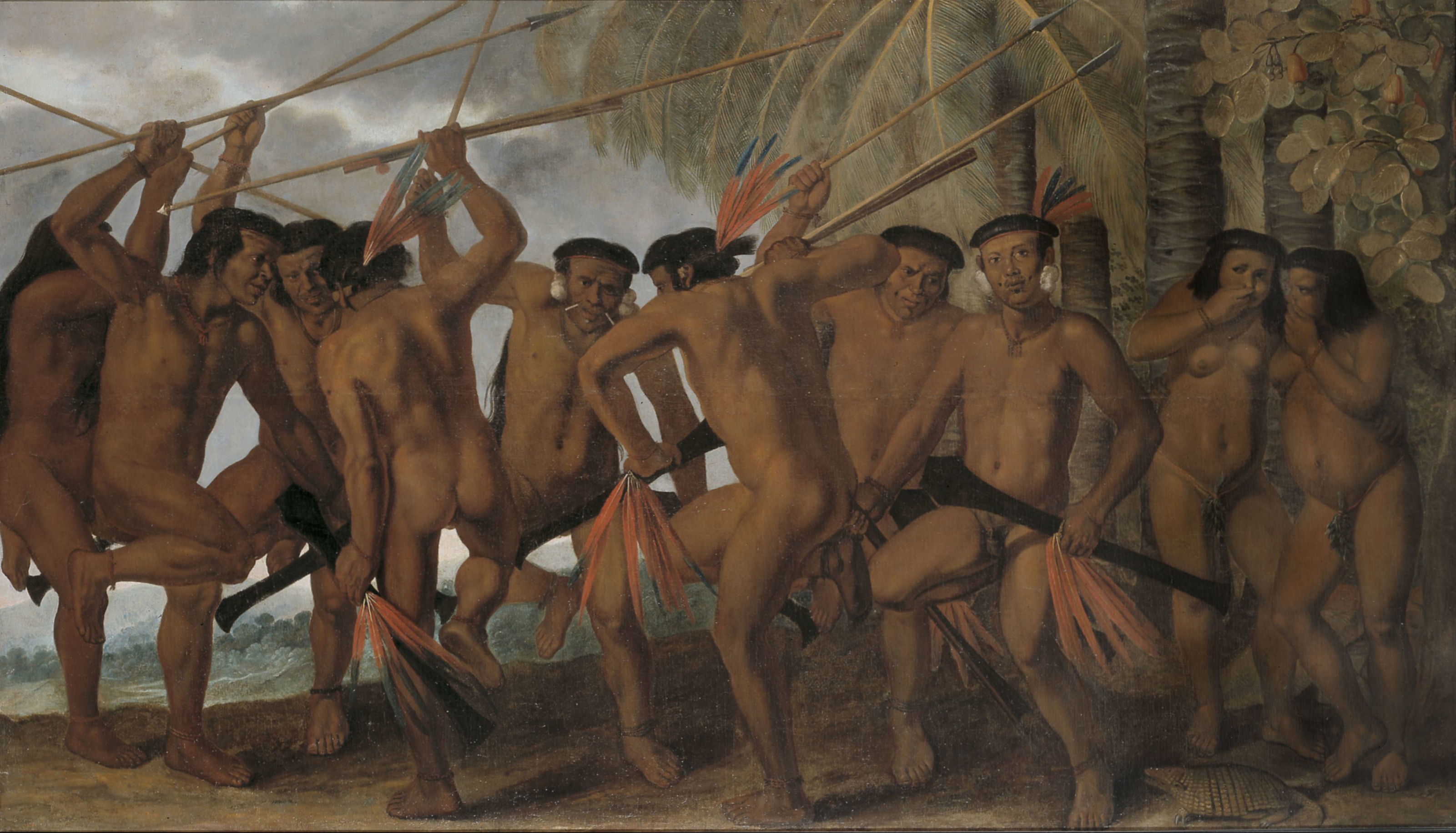
Tapuyas bailando
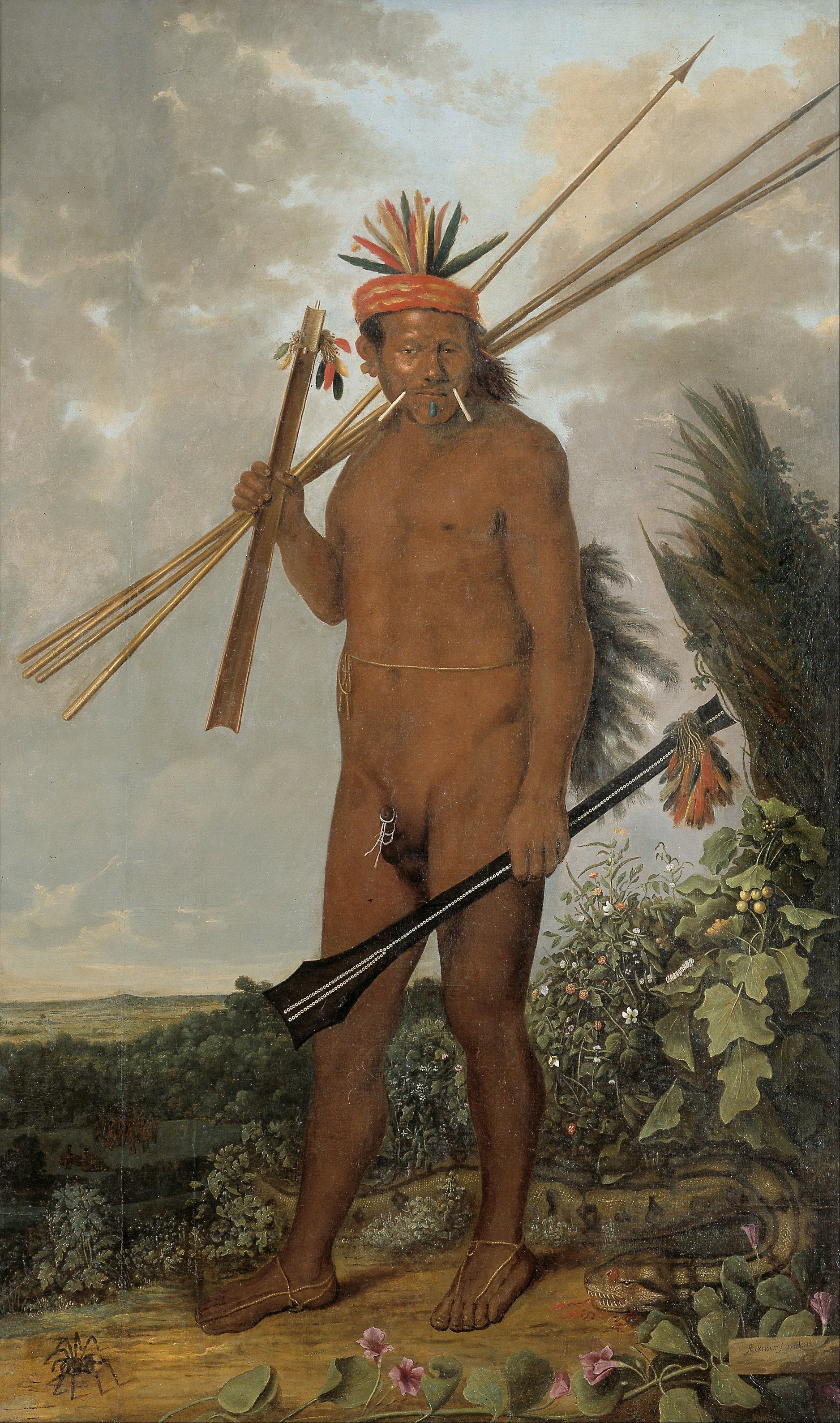
Guerrero indio brasileño (Tarairiu).
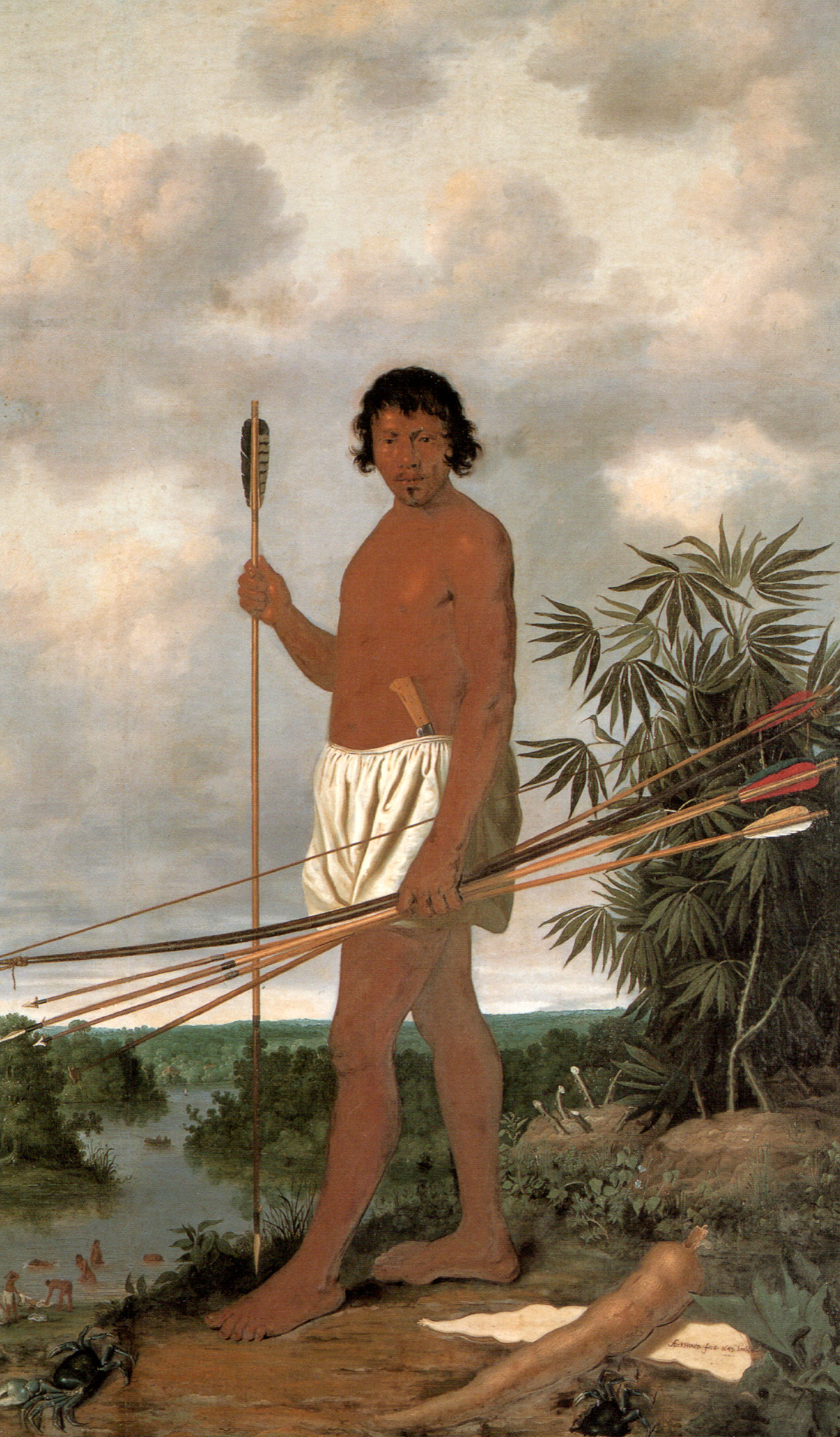
Guerrero brasileño con arco y flechas tradicionales y un cuchillo europeo
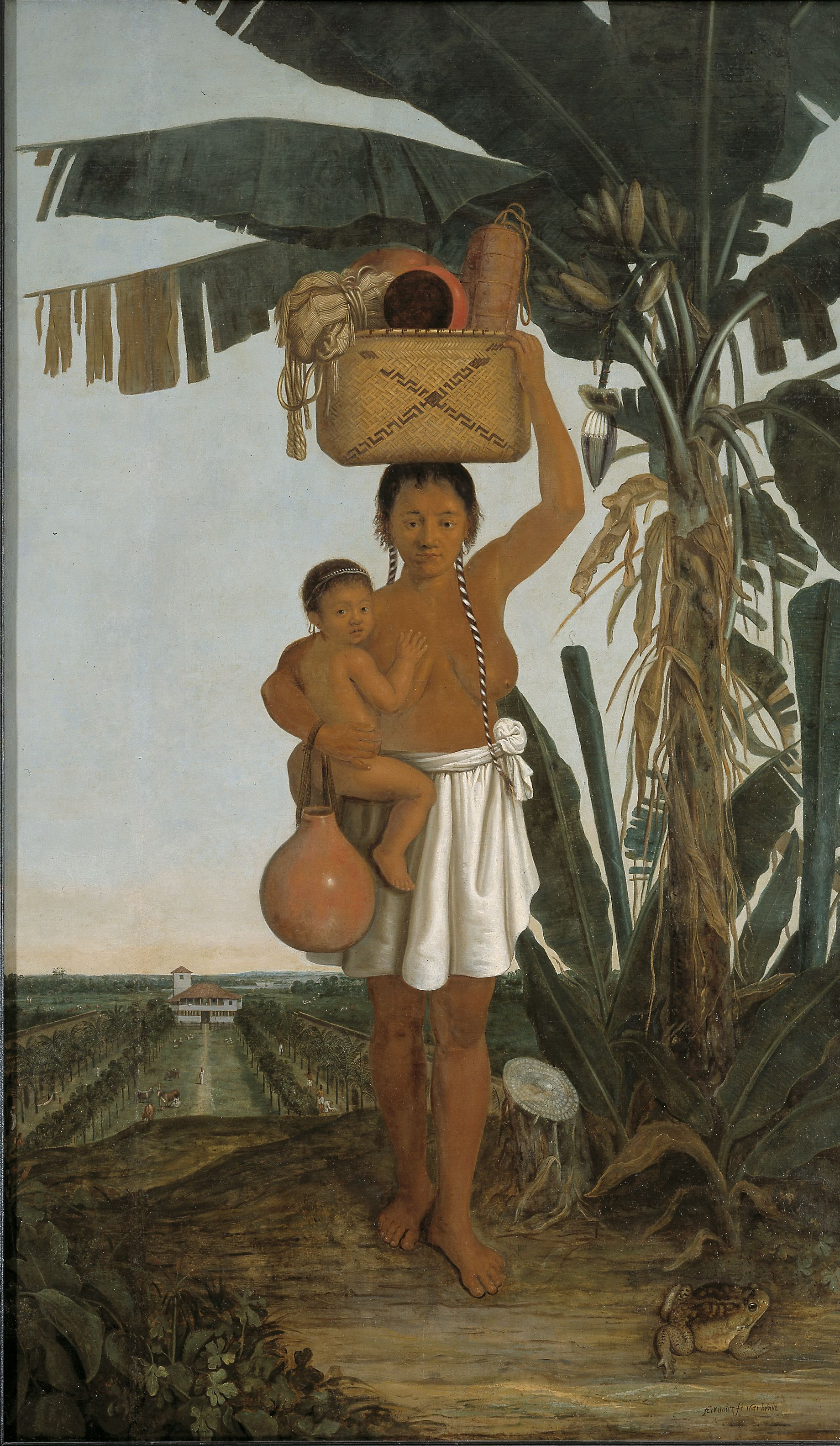
Mujer tupí con bebé, fructificación de plátano y plantación europea en segundo plano.
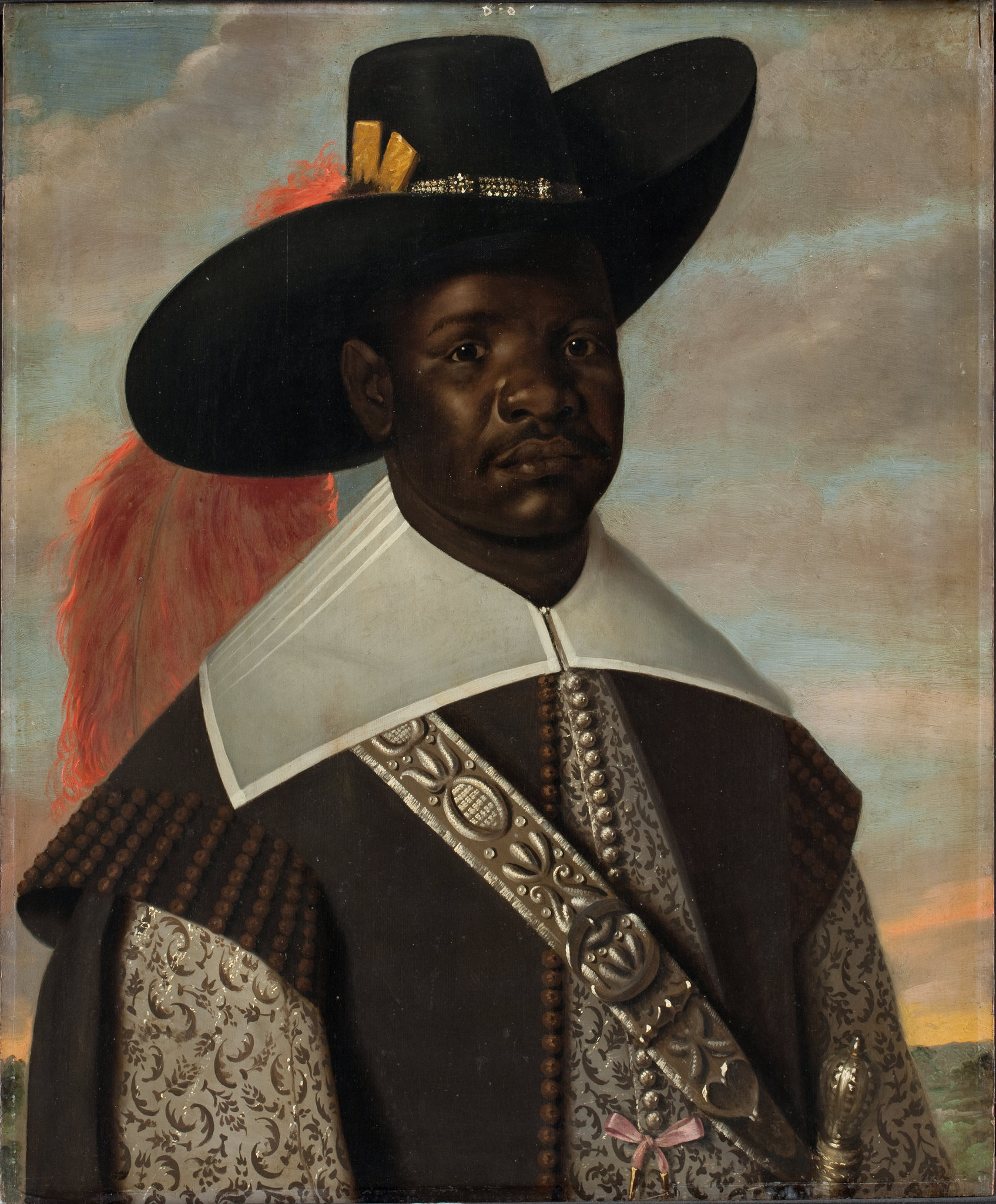
Retrato de don Miguel de Castro, Emisario del Congo.
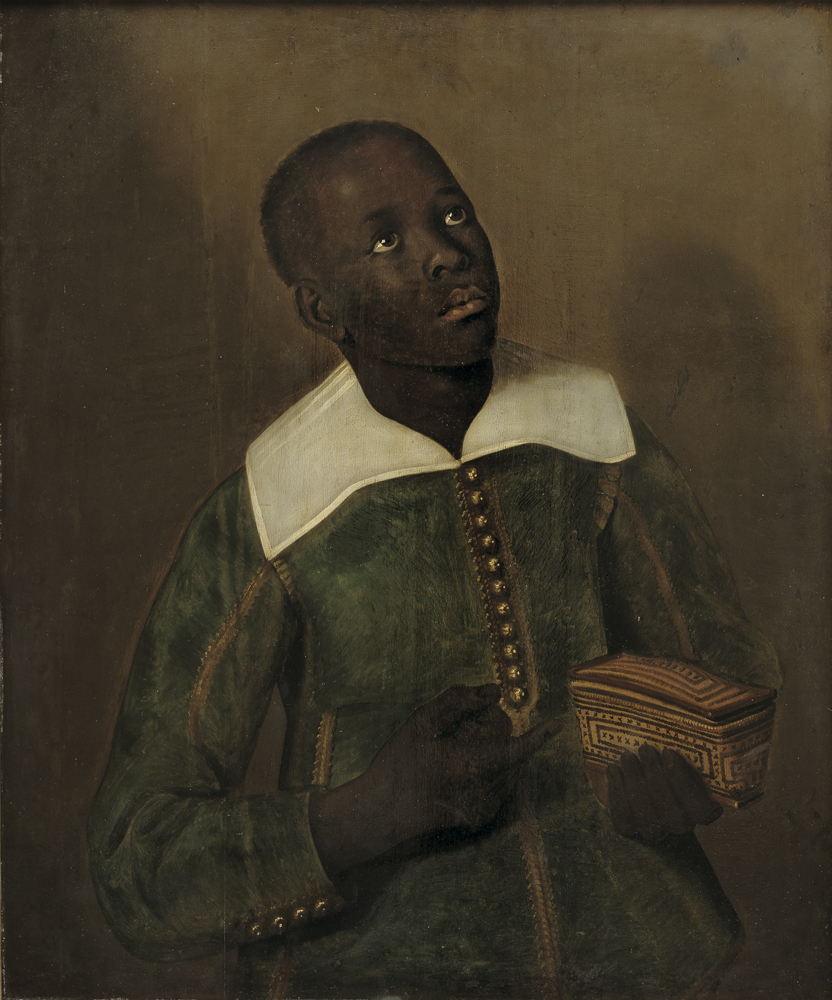
Siervo de Dom Miguel de Castro con una caja decorada
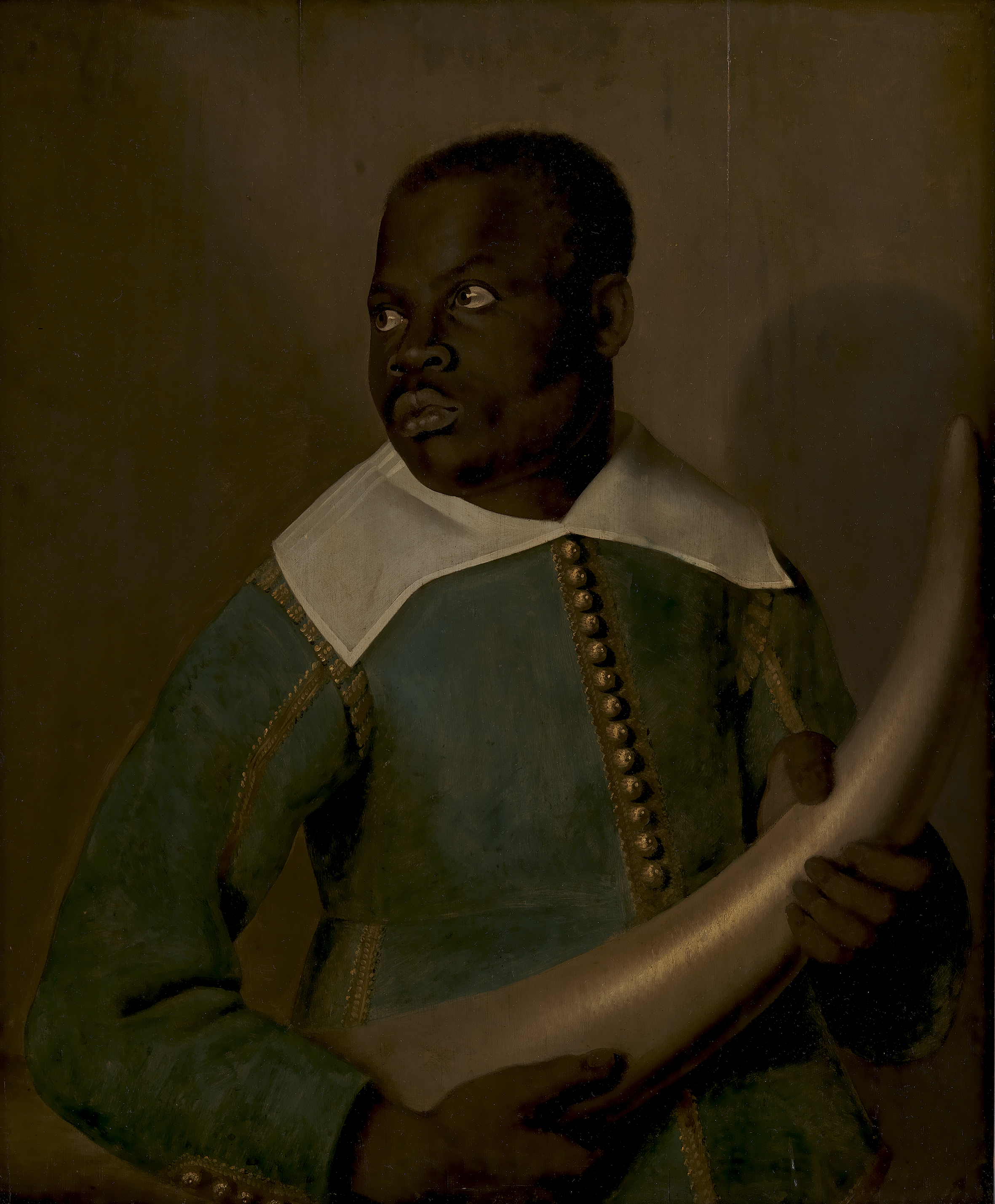
Siervo de Dom Miguel de Castro con colmillo de elefante
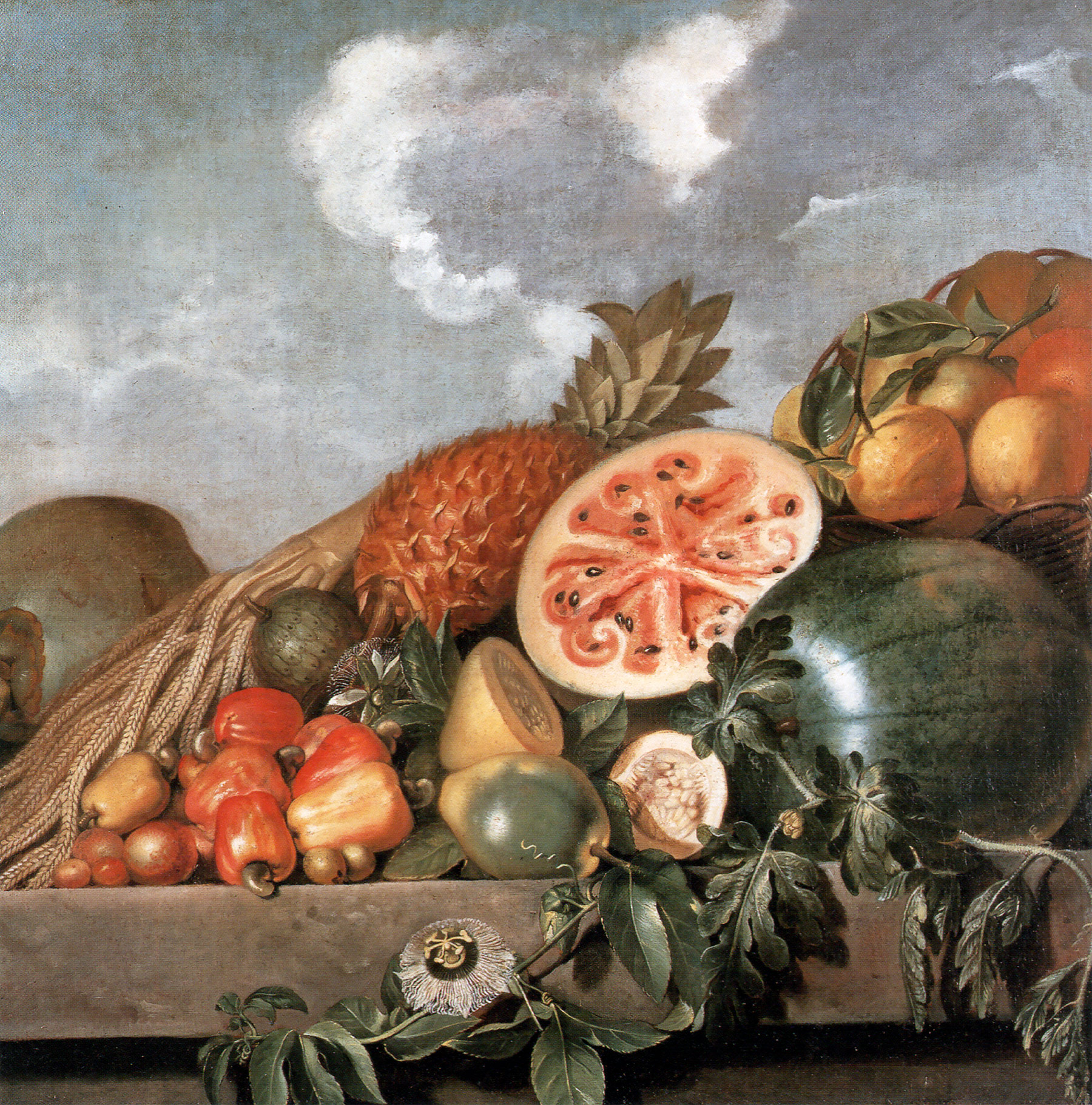
Bodegón con sandías, piña y otras frutas
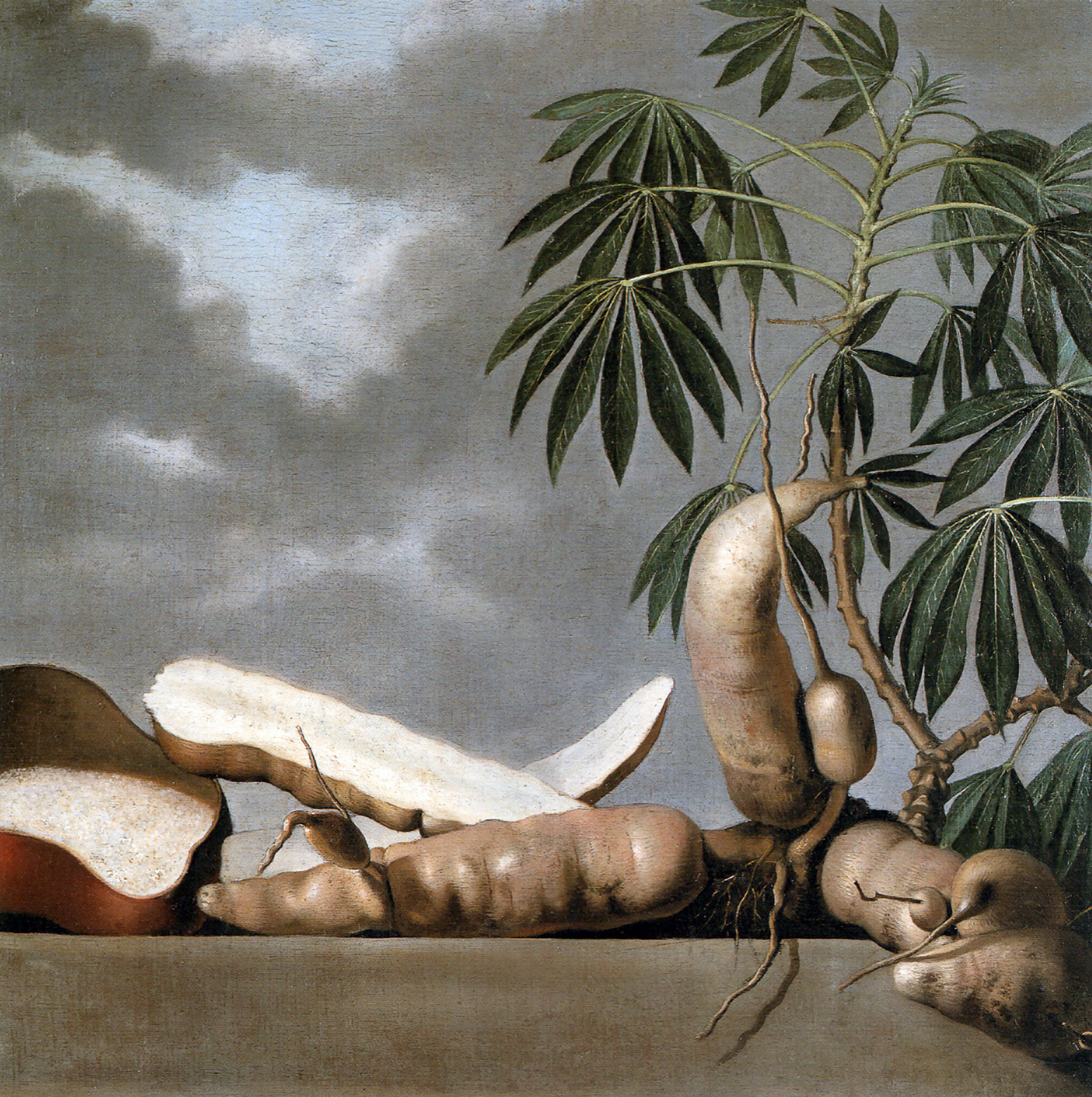
Bodegón con yuca.
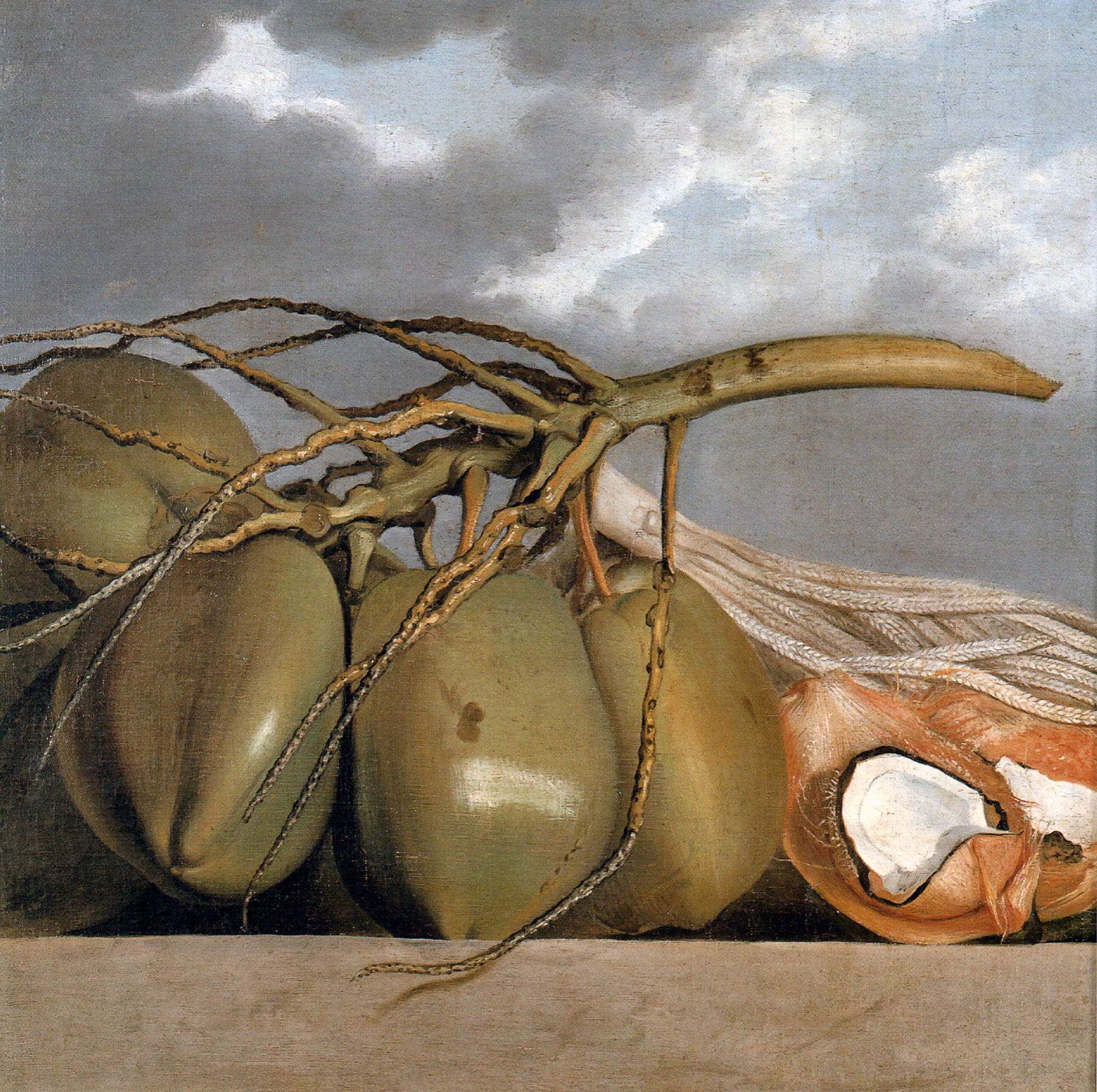
Bodegón con cocos
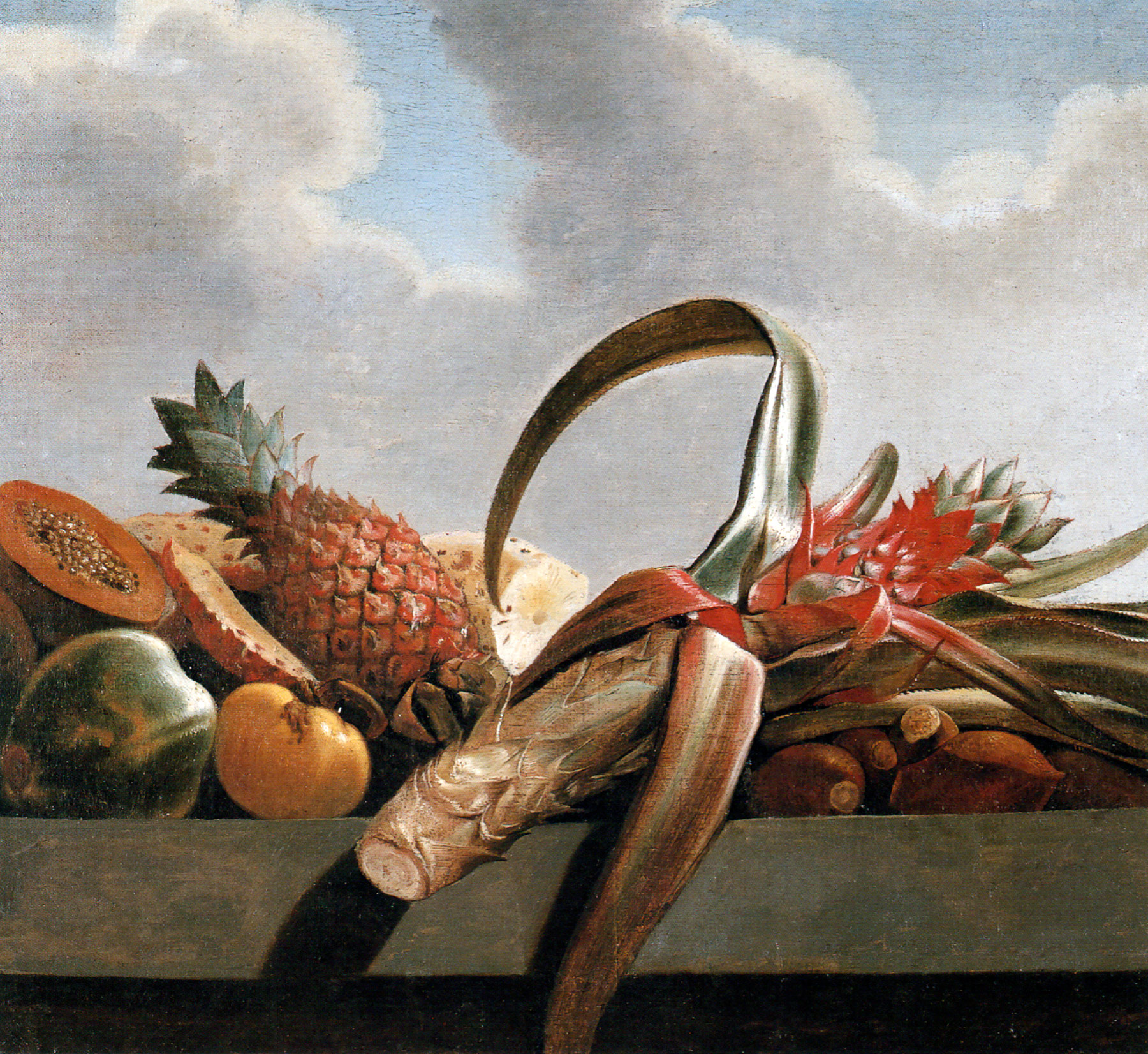
Piña, papaya y otras frutas.
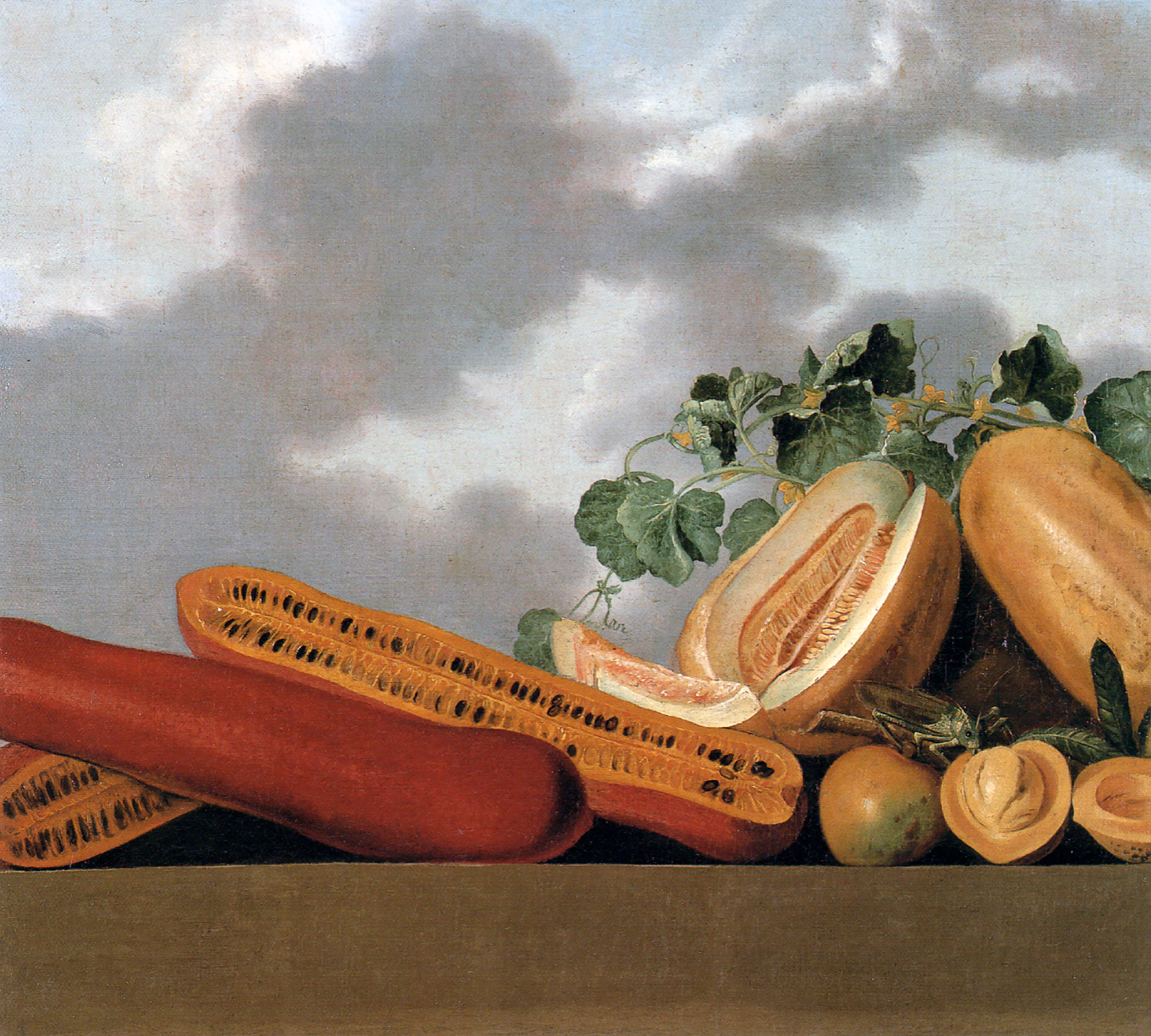
Calabazas y melones.
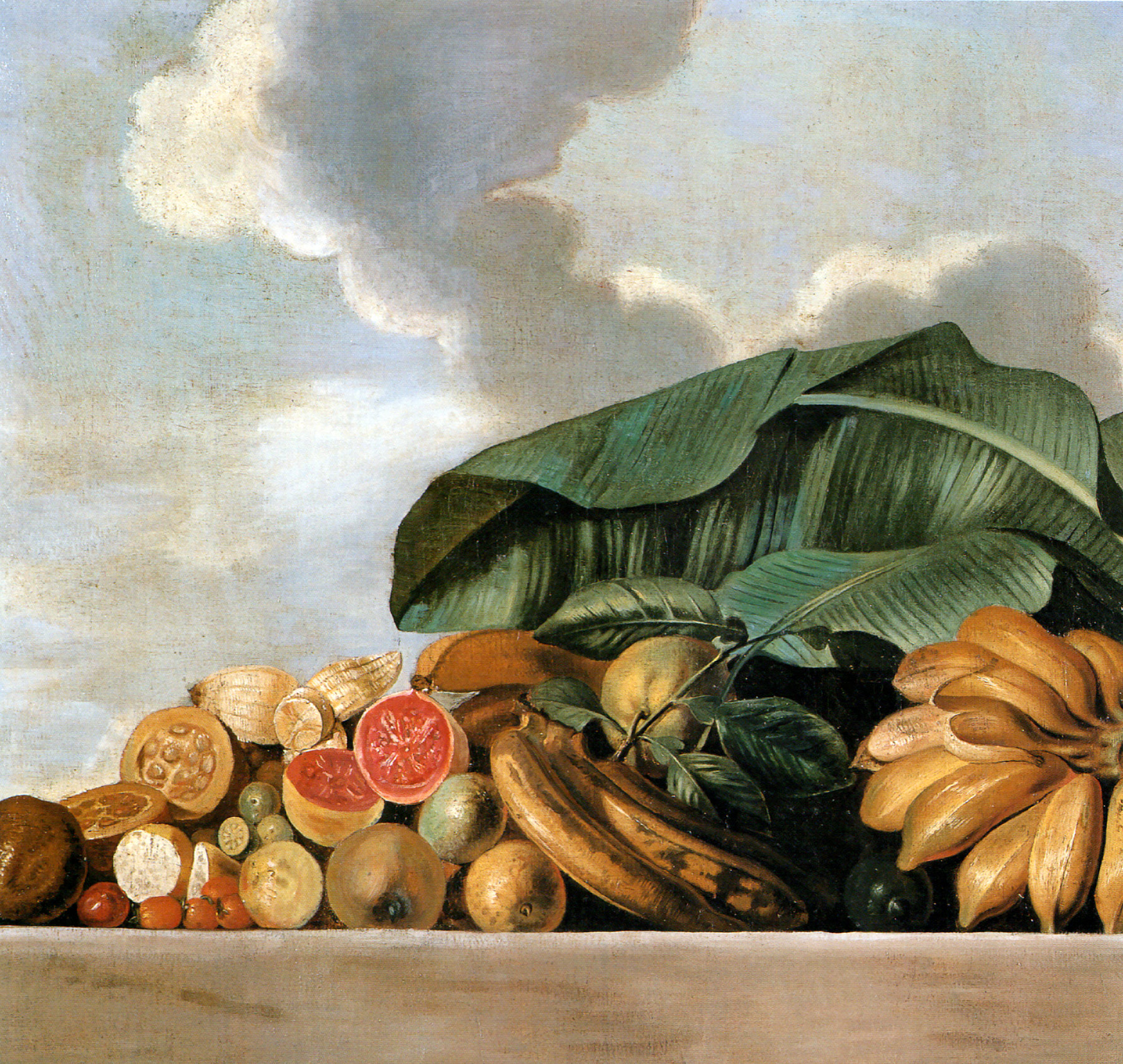
Plátanos, guayaba y otras frutas.
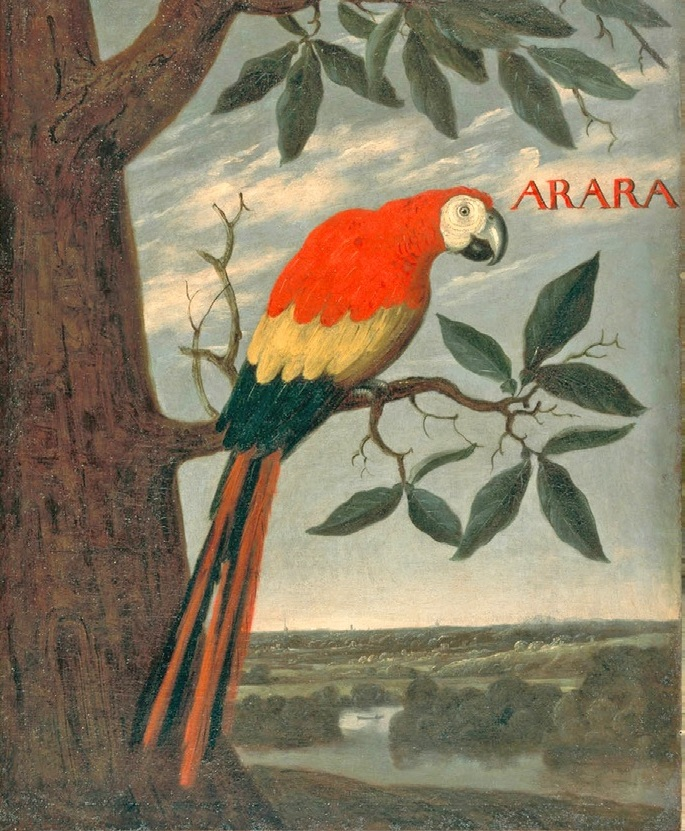
Arara
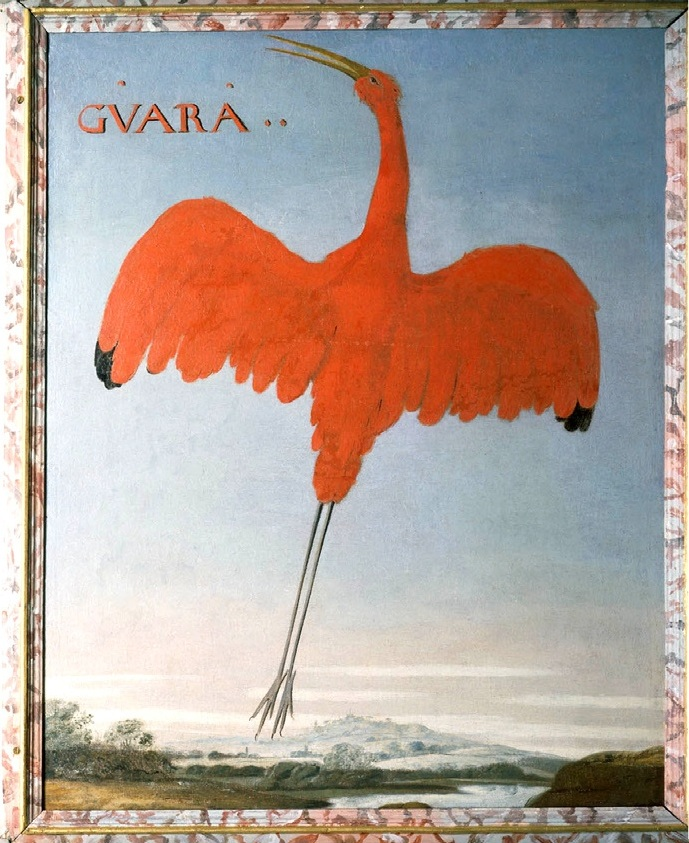
Guara
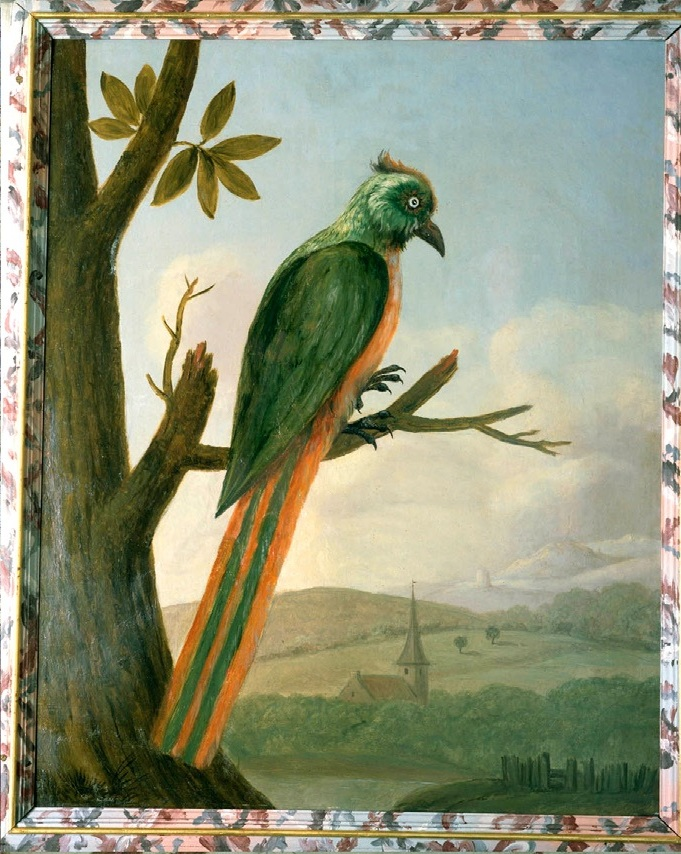
Blauscheitelmotmot (Momotus momota)
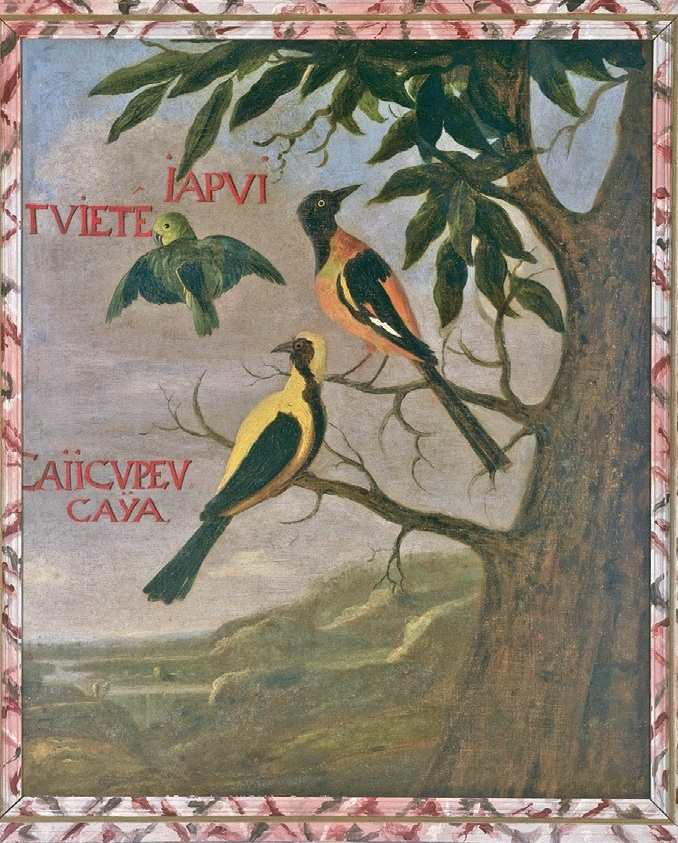
Tuite, Iapui und Caiicupeu caya

## Otras lecturas
- Alpers, Svetlana. "The Art of Describing Albert Eckhout" in Albert Eckhout volta ao Brasil / Returns to Brazil: 1644-2002. Simposio Internacional de Especialistas / International Experts Symposium. São Paulo: Donigraph 2002, 355-8.
- Berlowicz, Barbara. Albert Eckhout volta ao Brasil / Returns to Brazil (1644-2002). Copenhague: Nationalmuseet 2002.
- Boogaart, Ernse van den. "The Population of the Brazilian Plantation Colony depicted by Albert Eckhout, 1641-1643" in Barbara Berlowicz, ed. Albert Eckhout volta ao Brasil / Returns to Brazil (1644-2002). Copenhague: Nationalmuseet 2002, 117-31.
- Buvelot, Quentin, ed. Albert Eckhout: A Dutch Artist in Brazil. Zwolle: Waanders 2004.
- Dutra, Francis A. "Albert Eckhout" in Encyclopedia of Latin American History and Culture. New York: Charles Scribner's Sons 1996, vol. 2, pp. 430-431.
- Joppien, R., "The Dutch Vision of Brazil: Johan Maurits and his Artists," in Johan Marutis van Nassau-Siegen, 1604-1679, edited by E. van den Boogart (1979)
- Parker Brienen, Rebecca. Visions of savage Paradise: Albert Eckhout, Court Painter in Colonial Dutch Brazil. Ámsterdam: Ámsterdam University Press 2006.
- ______, Albert Eckhout: Visões do Paraíso selvagem -- Obra Completa. Río de Janeiro: Editoria Capivara 2010.
- Prado Valladares, Clarival do and Luiz Emgydio de Millo Filho, Albert Eckhout: Pintor de Mauricio no Brasil, 1637-1644. (1981)
- Thomsen, Thomas. Albert Eckhout, ein niederländischer Maler und sein Gönner Johan Maurits der Brasilianer: Ein Kulturbild aus dem 17 Jahrhundert. Copenhague: Levin and Munksgaard 1938.
- Whitehead, Peter J.P. and Marinus Boesman, A Portrait of Dutch 17th century Brazil: Animals, Plants, and People by the Artists of Johan Maurits of Nassau. Ámsterdam: North-Holland Publishing 1989.

2 